# 豪商
豪商（ごうしょう）は、近世日本経済のめざましい発展の中で巨万の富を蓄えた大商人。

## 近世初期の豪商
16世紀末期から17世紀初期にかけて、初期豪商と呼ばれる特権的商人が現れた。織豊政権から徳川氏による江戸幕府の成立へと日本の国内統一が進み、未曾有の海外発展を遂げたこの時代、商人は権力と結んでその政策の遂行に大きく貢献した。また、中央の権力者や新興の諸大名とともに桃山文化・寛永文化をささえ、その担い手となったのが初期の豪商であった。

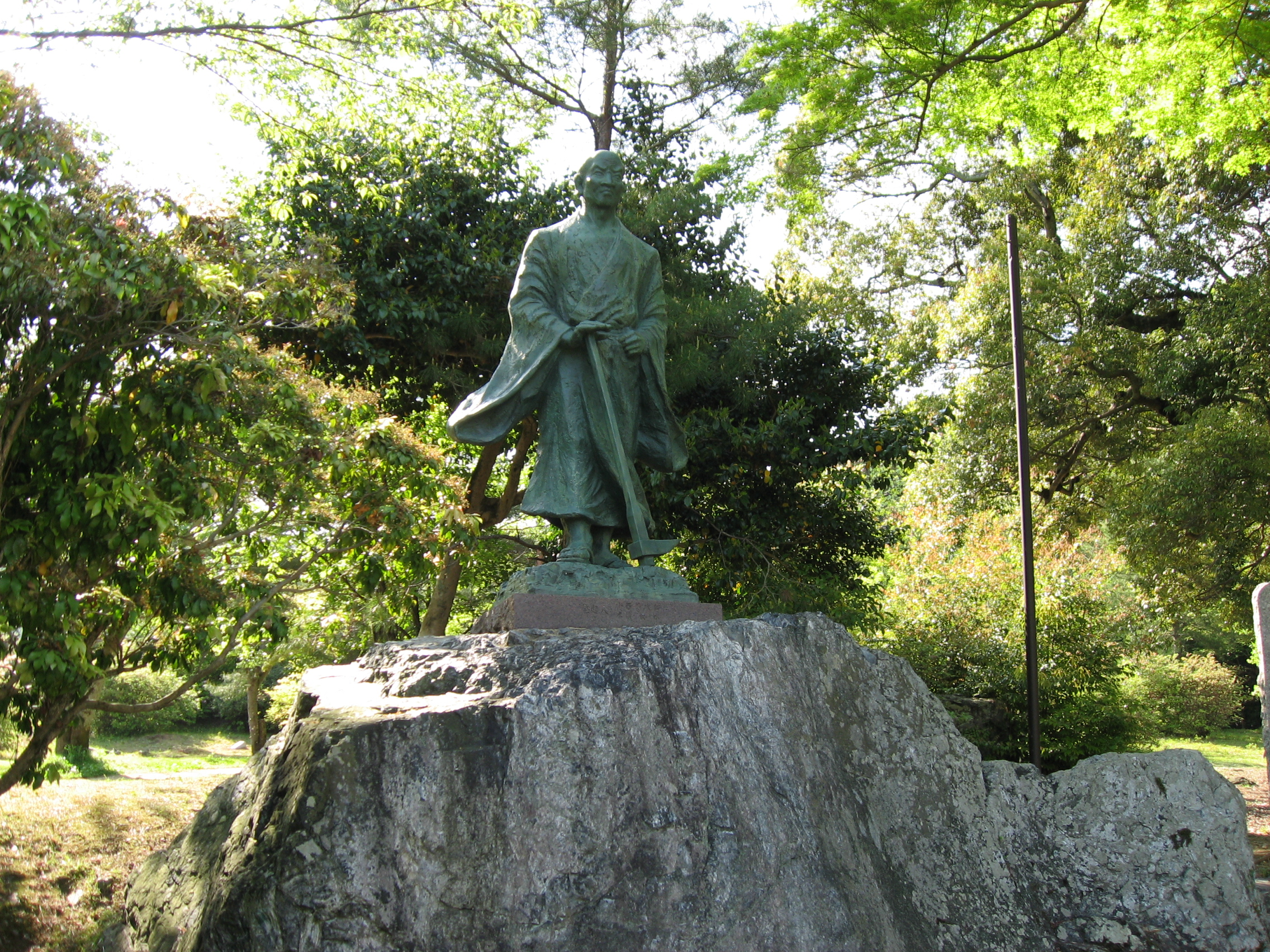
角倉了以像（京都・嵐山）

堺の小西隆佐や今井宗久、津田宗及、博多の島井宗室および神谷宗湛は豊臣秀吉に協力した。小西隆佐は秀吉に財貨運用の才を認められて九州攻めや文禄の役で活躍し、ジョウチンの名で洗礼を受けたキリシタンであった。織田信長と豊臣秀吉に仕えた今井宗久と津田（天王寺屋）宗及は茶人としても知られ、千利休（宗易）とともに秀吉の茶頭となり、天下三宗匠と称された。島井宗室と神谷宗湛の2人は秀吉の九州制圧ののちに秀吉に拝謁し、秀吉から博多復興の命を受けた。ともに南方貿易や朝鮮出兵の輸送などで活躍している。また、堺の納屋助左衛門はルソン島（現フィリピン）での交易によって巨利を得たが、秀吉から邸宅没収の処分を受けることになった。
徳川家康の時代になると、京都の角倉了以や茶屋四郎次郎、摂津国の末吉孫左衛門・平野藤次郎、博多の大賀宗九、長崎の末次平蔵・荒木宗太郎、堺の今井宗薫らが貿易許可をえて南海貿易（朱印船貿易）に乗り出した。彼らは一般に、朱印状や糸割符制度などといった幕府より認められた特権を活用して富をたくわえ、また、全国的に商品流通が未発達で市場が不安定であることに乗じて巨利をえた。そのため、17世紀中葉に鎖国政策が進められ、金・銀の産出が減少し、その一方で交通路の整備などによって国内市場が安定化するにともない急速に没落していった。その衰退が決定的になったのは承応年間から寛文年間にかけて（1652年-1673年）のことである。なお、福岡藩の御用商人として博多と長崎で活躍した伊藤小左衛門が密貿易の罪で罰せられたのは寛文7年（1667年）のことであった。

## 元禄期以降の豪商

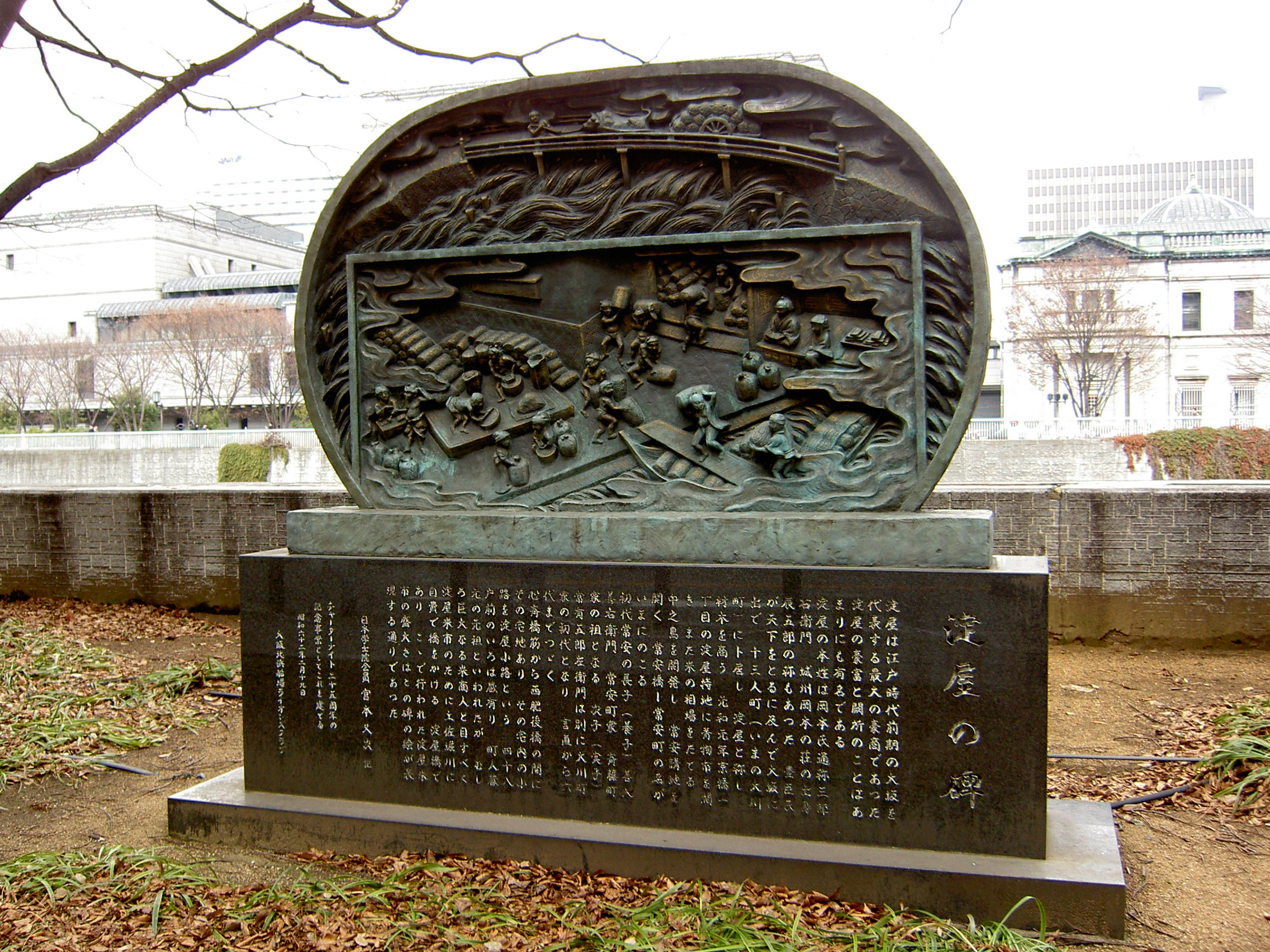
淀屋の碑（大阪・北浜）

17世紀後期から18世紀初頭にかけての元禄年間（1688年-1704年）、新興の大商人が現れた。この時代は、文治政治への転換により幕藩体制がいっそうの安定期を迎え、三都とりわけ京・大坂を中心とする上方の経済・文化の繁栄が頂点に達した時期に相当する。元禄豪商と称される商人には2つのタイプがあり、1つは投機型の商人で、「紀文」の名で知られる紀伊国屋文左衛門、「奈良茂」といわれた奈良屋茂左衛門、西廻り航路・東廻り航路の整備で知られる河村瑞賢はいずれも材木商を営んだ。彼らは明暦の大火後の復興にともなう木材需要増をあてこんで材木を扱い、とくに「紀文」と「奈良茂」はいずれも幕府の材木御用達として公共事業で利益をあげた。「紀文」は老中阿部正武の信任を得て幕府に大量の材木を納め、また、駿府の商人松木屋豪蔵と提携して駿河国井川山などから樹木を伐採した。元禄11年（1698年）の上野の寛永寺根本中堂（東京都台東区）造営に際しては50万両もの利益をあげたといわれている。「奈良茂」は天和3年（1683年）の下野国の日光東照宮（栃木県日光市）修理の際に巨利をあげたといわれ、尾張藩と関係深く、名古屋の商人神部分左衛門と組んで飛騨国で伐採活動をおこなった。彼の遺産は13万2530両といわれている。「紀文」と「奈良茂」の2代目はそれぞれ江戸吉原での桁外れの豪遊で知られ、のちにそれがとがめられてもいる。また、ともに緊縮財政を旨とする新井白石の「正徳の治」において土木事業が差し控えられたため、やがて廃業を余儀なくされた。これに対し、河村瑞賢は御家人に取り立てられた。また、大坂の蔵元であった淀屋は蔵物の出納で富を得、店頭で米市が立つほどの殷賑を誇ったといわれ、井原西鶴が『日本永代蔵』にその繁栄ぶりを記しているが、宝永2年（1705年）、5代三郎右衛門が驕奢の理由で全財産を没収されている。

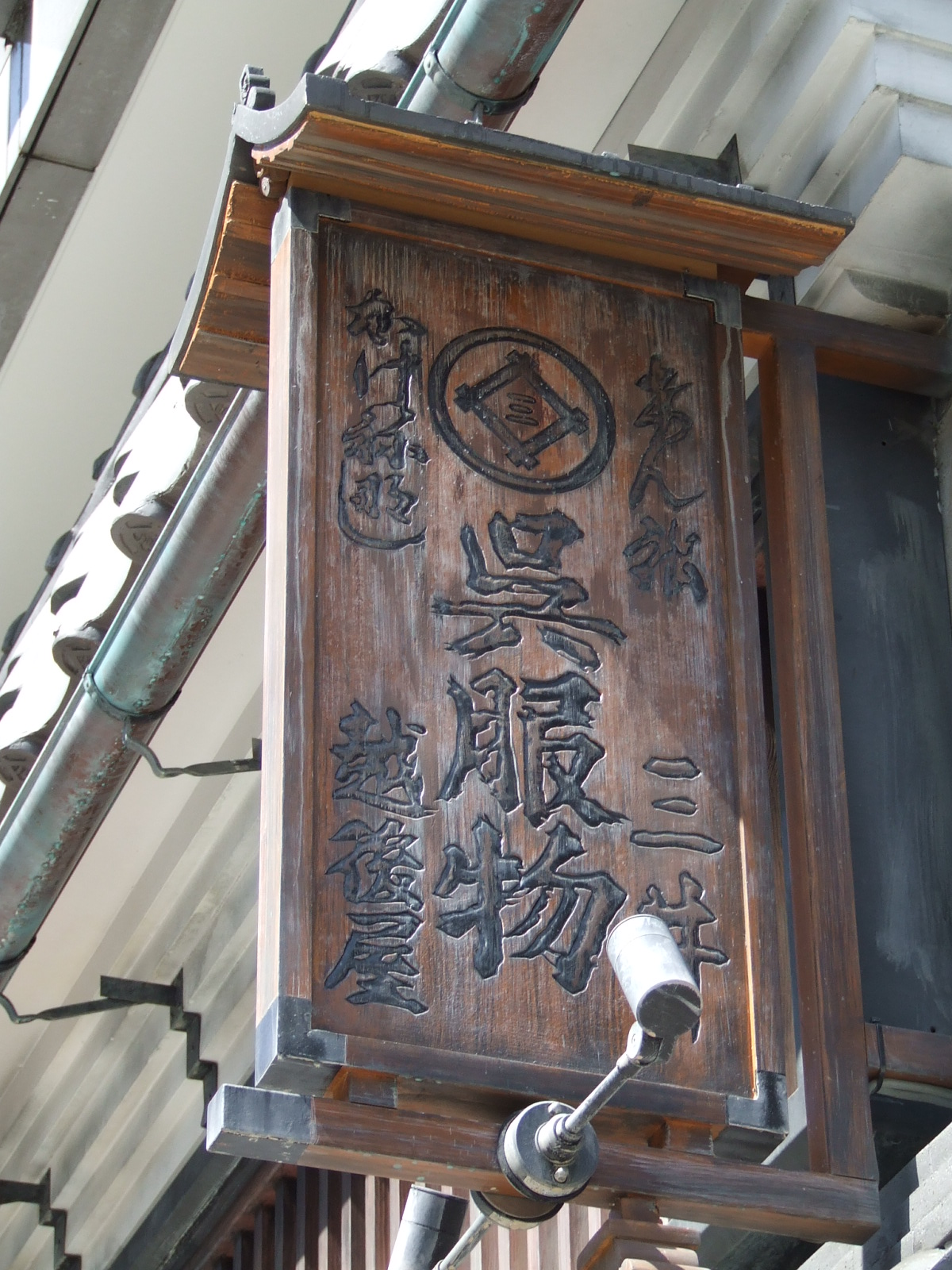
「越後屋」の復元看板

その一方で、堅実な経営で事業を発展・継続させていったタイプの豪商もあった。呉服と両替商を営んだ三井家、酒造・廻船・両替・掛屋の鴻池家、銅の製錬と鉱山開発にたずさわった住友家などは着実に家業を継承して近代に入ってからも財閥として繁栄した。江戸時代の豪商は、蔵元や両替商、呉服商、米商、木綿問屋、油問屋、海運業などを営み、その創業当初は専門職種に携わっていたが、規模が拡大するにつれ、兼業化するものが多かった。すでに伊勢国松坂（三重県松阪市）で商人として成功していた三井家の当主三井高利は寛文13年（1673年）に江戸本町一丁目に越後屋呉服店を、また、京都には呉服仕入れ店を開業した。越後屋は「現金掛け値なし」の画期的な商法で人気を博し、今日の三越百貨店につながっている。「現金掛け値なし」の店先売りは周囲の店からいやがらせを受けるほどの大評判となった。三井は延宝8年（1680年）からは駿河町において両替業務をはじめ、天和3年（1683年）には呉服店を同地に移転し、さらに貞享4年（1687年）に幕府の呉服御用達を命じられるといやがらせもおさまった。元禄4年（1691年）には金銀御為替御用達も命じられている。越後屋呉服店は、薄利多売の営業方針に加えて「引き札」と称される広告用チラシの配布、呉服地の切り売り、小切れの販売、店員の専門化などといった創意工夫により売上を増やした。
大坂の豪商鴻池家は摂津国伊丹の酒造業からおこってきた豪商である。鴻池善右衛門（3代）は、父祖の手掛けた大名貸事業を拡大して新田開発を手がけた。宝永元年（1704年）の大和川の付け替え工事の際に生じた土地の新田開発に着手、のちに鴻池新田として整備した。また市街地整備も手がけて地代を獲得し、近世日本最大の豪商として繁栄した。加島屋も大坂の豪商で、寛永の頃から御堂前で米問屋を始め、両替商も兼営し、のちに「十人両替」に列せられた。諸藩の蔵元・掛屋として大名貸で鴻池家と並び称された。南蛮吹きの精錬によって財をなした大坂淡路町の住友家では、初代住友吉左衛門（住友家3代友信）が幕府御用の銅山師となり、その子の友芳が元禄3年（1690年）が伊予国で別子銅山（愛媛県新居浜市）を発見して豪商の地位を不動のものにした。
江戸期の物流を支配したのが廻船問屋であった。『日本永代蔵』で紹介された唐金屋は和泉国佐野の船問屋であり同郷の食野（のちの和泉屋次郎左衛門）などとともに大船を用いて、越中国・加賀国・能登国などで産する米を運び、巨富を得た。元禄12年（1699年）段階で泉佐野だけで300石以上の廻船が80艘以上あったという。廻船問屋の出身地としては、塩飽諸島や忽那諸島など、かつて村上水軍が拠っていた瀬戸内海に面した諸港は数・規模において、これを上まわる。寛文12年（1672年）、江戸の米不足に際して出羽国庄内地方の米を江戸に運んで航路を開いたのは塩飽諸島の航海者であり、歌にうたわれた笠島の丸屋もこの流れのなかに位置づけられる。彼らは、庄内から日本海を南西に航海して瀬戸内海を経由し、さらに紀伊半島から江戸へと向かう長大な航路を航行したのである。菱垣廻船や酒荷用の樽廻船を駆使した問屋商人は、株仲間を結成して不正防止や事故防止を共同でおこなうとともに営業の独占を図った。
諸藩の蔵屋敷がたちならび、蔵元・掛屋が集中する大坂は「天下の台所」と称されるにふさわしく、大坂の豪商たちは寛政前後に活躍した儒学者蒲生君平が「大坂の豪商一度（ひとたび）怒って天下の諸侯憚（おそる）るの威あり」と著述するほどの社会的影響力をもった。
寛文2年（1662年）に江戸の日本橋（東京都中央区）に開業した白木屋呉服店、享保2年（1717年）に京都伏見京町（京都市伏見区）に開業した大文字屋呉服店（現在の大丸）は、近代には百貨店として発展している。
江戸期にあっては、地方にあっても豪商と称される大商人が現れた。加賀藩の御用商人銭屋五兵衛、出羽国酒田の本間光丘、盛岡藩の小野組などが著名である。江戸時代後半に入ると、幕府も諸藩も財政難におちいったが、その際これを支えたのが豪商による御用金であった。

## 近代以降の豪商

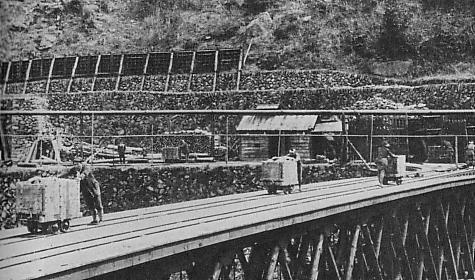
昭和時代（太平洋戦争前）の別子銅山

近代以降の展開は複雑である。日米修好通商条約をはじめとする安政五カ国条約が調印されたのち、自由貿易が本格化したが、その際とくに目だった現象としては、商人のなかに輸入品取扱業者が出現したこと、および近世の豪商が財閥へと発展したことである。前者の例としては、菜種油問屋が石油の卸売にたずさわったり、和紙問屋が洋紙問屋となったりした事例がある。後者に関しては、三井家や住友家などが多角経営と政商化によって財閥化に成功した事例であったが、三井財閥・住友財閥はやがて財界を成し、その財力は国政に対しても一定の影響力を有した。